# Марченко, Владимир Васильевич (тренер по гребле)
Владимир Васильевич Марченко (род. 1960) — советский и российский тренер по гребле на байдарках и каноэ. Заслуженный тренер России. Заслуженный работник физической культуры Российской Федерации (2001).

## Биография
Владимир Васильевич Марченко родился в 1960 году. Мастер спорта СССР по гребле на каноэ. В 1982 году окончил кафедру гребного спорта Волгоградского государственного института физической культуры. Был победителем ряда соревнований, выступая за ЦСО «Спартак».
С 1997 года работает тренером по гребле на каноэ в областной школе высшего спортивного мастерства в Волгограде. Неоднократно входил в число лучших тренеров Волгоградской области по олимпийским видам спорта.
Наиболее высоких результатов среди его воспитанников добились:
- Максим Опалев — олимпийский чемпион 2008 года, серебряный призёр Олимпийских игр 2000 года, бронзовый призёр Олимпийских игр 2004 года, одиннадцатикратный чемпион мира (1998, 1999, 2001, 2002, 2003, 2005, 2006)[4],
- Андрей Крайтор — двукратный чемпион мира (2013, 2014), двукратный чемпион Европы (2015, 2016)[5].

## Награды и звания
- Почётное звание «Заслуженный тренер России».
- Почётное звание «Заслуженный работник физической культуры Российской Федерации» (2001)[6].
- Орден Дружбы (2010)[7].